# Лихтенберг, Симон
Симон Лихтенберг (нем. Simon Lichtenberg, род. 15 декабря 1997 года, Берлин) — немецкий профессиональный игрок в снукер. Победитель Чемпионата Европы среди молодёжи 2018 года.

## Карьера
Симон Лихтенберг станет профессионалом в 2018 году, так как он победил на Чемпионате Европы среди молодёжи 2018 года и получил двухлетний уайлд-карт на сезоны 2018/2019 и 2019/2020.

## Финалы турниров

### Финалы Любительских турниров: 2 (2 победы, 0 поражение)
| Результат | №  | Год  | Турнир                             | Соперник по финалу | Счёт |
| --------- | -- | ---- | ---------------------------------- | ------------------ | ---- |
| Чемпион   | 1. | 2016 | Чемпионат Германии среди любителей | Роман Дитцель      | 4–2  |
| Чемпион   | 1. | 2018 | Чемпионат Европы среди молодёжи    | Тайлер Рис         | 6–3  |